# シラミ (妖怪)
シラミは日本に伝わる妖怪。海面に出現する正体のよくわからない光る存在をこのように呼ぶ。ヒキ、バカとも。

## 概要
豊後水道を中心とした四国や九州などの地域で語られており、雨の夜などに船を出していると、海面に出現し、船に近づいて来ることがあるとされる。大般若経を唱えたり、火をつけたり、焦がした貝殻を投げ込んだりすると、シラミは姿を消すと言う。水死者・変死者の霊がシラミとして海に出て来るとも語られている。
愛媛県宇和島市では、海面に白く光る人間のような物や、海面に白い光る物が集まってるものをシラミと呼んでおり、船や艪にすがりついて、船を動きづらくするという。漁師たちの間ではシラミは「バカ」とも呼ばれているが、シラミが海面に出現しているときに「バカ」と呼んでしまうと、それを聴いたシラミは、その船の艪にすがりついて来て、なかなか離れないと言われていた。
大分県佐伯市では、海面で箕のような形をして白く光る物をシラミと呼んでおり、シラミが船の下に入って止まると、船がまったく動かなくなってしまうとされていた。

## 夜光虫などとの関係
海に棲む夜光虫たちの光る生物発光の様子を大分県ではヒキが立つと称してもいる。
四国・九州の広い地域で、夜光虫などの光をヒキあるいはシキなどと呼ぶ例は見られ、愛媛県の瀬戸内海寄りの地域（忽那諸島や伯方島）などでもヒイキ、鹿児島県西之表市（種子島）でもシキと呼んでいる。香川県でも夜光虫はヒキと呼ばれており、ボラの群れについたヒキズ（夜光虫）が夜の海で赤く火の玉のように光って見えることがよくあったとも語られる。
妖怪としてのシラミとは無関係に、千葉県夷隅郡では、イワシの大群によって海面が白っぽく見えることをシラミと呼んでおり、魚群や夜光虫によって海面が白く明るく見えることを、シラミまたはシキが立つと呼ぶ語彙は東日本の太平洋側にも見られる。

## しらみゆうれん
水木しげるの著作ではしらみゆうれんという妖怪が紹介されており、水木がNHKの番組で愛媛県宇和島を訪問した際に、地元の老人から聴き取り取材をしたというかたちで解説が掲載されている。しらみゆうれんは、海面に人魂のような形で出る大きな白く光る素麺のような物で、どこからともなく現れては船のまわりをすごい速度でぐるぐるとまわっていたかと思うと、瞬時にどこかへ消え去ってしまうのだと言う。先述の宇和島市のシラミと同一のものとする説もある。